# Elezioni regionali in Emilia-Romagna del 2005
Le elezioni regionali italiane del 2005 in Emilia-Romagna si sono tenute il 3 e 4 aprile. Hanno visto la vittoria del presidente uscente, Vasco Errani, sostenuto da L'Unione (centro-sinistra), che ha sconfitto Carlo Monaco, sostenuto dalla Casa delle Libertà (centro-destra).

## Risultati
| Candidati                                                       | Candidati                                                         | Voti                                                            | %     | Liste               | Voti      | %     | Seggi |
| --------------------------------------------------------------- | ----------------------------------------------------------------- | --------------------------------------------------------------- | ----- | ------------------- | --------- | ----- | ----- |
|                                                                 | Vasco Errani (Centro Sinistra per l'Emilia-Romagna) ✔️ Presidente | 1 579 989                                                       | 62,73 | Uniti nell'Ulivo    | 1 095 566 | 48,03 | 22    |
| Partito della Rifondazione Comunista                            | Vasco Errani (Centro Sinistra per l'Emilia-Romagna) ✔️ Presidente | 1 579 989                                                       | 62,73 | 130 609             | 5,73      | 2     |       |
| Partito dei Comunisti Italiani                                  | Vasco Errani (Centro Sinistra per l'Emilia-Romagna) ✔️ Presidente | 1 579 989                                                       | 62,73 | 79 406              | 3,48      | 1     |       |
| Federazione dei Verdi                                           | Vasco Errani (Centro Sinistra per l'Emilia-Romagna) ✔️ Presidente | 1 579 989                                                       | 62,73 | 69 475              | 3,05      | 1     |       |
| Italia dei Valori                                               | Vasco Errani (Centro Sinistra per l'Emilia-Romagna) ✔️ Presidente | 1 579 989                                                       | 62,73 | 31 929              | 1,40      | 1     |       |
| Popolari UDEUR                                                  | Vasco Errani (Centro Sinistra per l'Emilia-Romagna) ✔️ Presidente | 1 579 989                                                       | 62,73 | 7 732               | 0,34      | –     |       |
| Seggi assegnati alla lista regionale                            | Seggi assegnati alla lista regionale                              | Seggi assegnati alla lista regionale                            | 62,73 | 5                   |           |       |       |
|                                                                 | Carlo Monaco (Per l'Emilia-Romagna)                               | 886 775                                                         | 35,21 | Forza Italia        | 415 406   | 18,21 | 9     |
| Alleanza Nazionale                                              | Carlo Monaco (Per l'Emilia-Romagna)                               | 886 775                                                         | 35,21 | 201 963             | 8,85      | 4     |       |
| Lega Nord                                                       | Carlo Monaco (Per l'Emilia-Romagna)                               | 886 775                                                         | 35,21 | 109 092             | 4,78      | 3     |       |
| Unione dei Democratici Cristiani e di Centro                    | Carlo Monaco (Per l'Emilia-Romagna)                               | 886 775                                                         | 35,21 | 89 787              | 3,94      | 1     |       |
| Partito Socialista - Nuovo PSI                                  | Carlo Monaco (Per l'Emilia-Romagna)                               | 886 775                                                         | 35,21 | 19 372              | 0,85      | –     |       |
| Seggio assegnato al candidato presidente classificatosi secondo | Seggio assegnato al candidato presidente classificatosi secondo   | Seggio assegnato al candidato presidente classificatosi secondo | 35,21 | 1                   |           |       |       |
|                                                                 | Bruno Barbieri                                                    | 26 712                                                          | 1,06  | Lista Consumatori   | 15 520    | 0,68  | –     |
|                                                                 | Gianni Correggiari                                                | 25 052                                                          | 0,99  | Alternativa Sociale | 15 193    | 0,67  | –     |
| Totale                                                          | Totale                                                            | 2 518 528                                                       | 100   |                     | 2 281 050 | 100   | 50    |

## Consiglieri eletti
| Collegio           | Lista                                        | Eletto                |
| ------------------ | -------------------------------------------- | --------------------- |
| Collegio regionale | Centro Sinistra per l'Emilia-Romagna         | Vasco Errani          |
| Collegio regionale | Centro Sinistra per l'Emilia-Romagna         | Marco Monari          |
| Collegio regionale | Centro Sinistra per l'Emilia-Romagna         | Daniela Guerra        |
| Collegio regionale | Centro Sinistra per l'Emilia-Romagna         | Monica Donini         |
| Collegio regionale | Centro Sinistra per l'Emilia-Romagna         | Paolo Zanca           |
| Collegio regionale | Per l'Emilia-Romagna                         | Carlo Monaco          |
| Bologna            | Uniti nell'Ulivo                             | Salvatore Caronna     |
| Bologna            | Uniti nell'Ulivo                             | Daniele Manca         |
| Bologna            | Uniti nell'Ulivo                             | Gabriella Ercolini    |
| Bologna            | Uniti nell'Ulivo                             | Ugo Mazza             |
| Bologna            | Uniti nell'Ulivo                             | Flavio Delbono        |
| Bologna            | Forza Italia                                 | Ubaldo Salomoni       |
| Bologna            | Alleanza Nazionale                           | Marcello Bignami      |
| Bologna            | Partito della Rifondazione Comunista         | Leonardo Masella      |
| Bologna            | Unione dei Democratici Cristiani e di Centro | Gian Luca Galletti    |
| Bologna            | Federazione dei Verdi                        | Gianluca Borghi       |
| Bologna            | Partito dei Comunisti Italiani               | Donatella Bortolazzi  |
| Bologna            | Italia dei Valori                            | Paolo Nanni           |
| Ferrara            | Uniti nell'Ulivo                             | Roberto Montanari     |
| Ferrara            | Uniti nell'Ulivo                             | Tiziano Tagliani      |
| Forlì-Cesena       | Uniti nell'Ulivo                             | Paolo Lucchi          |
| Forlì-Cesena       | Uniti nell'Ulivo                             | Damiano Zoffoli       |
| Forlì-Cesena       | Forza Italia                                 | Antonio Nervegna      |
| Modena             | Uniti nell'Ulivo                             | Mariangela Bastico    |
| Modena             | Uniti nell'Ulivo                             | Matteo Richetti       |
| Modena             | Uniti nell'Ulivo                             | Gian Carlo Muzzarelli |
| Modena             | Forza Italia                                 | Andrea Leoni          |
| Modena             | Alleanza Nazionale                           | Enrico Aimi           |
| Parma              | Uniti nell'Ulivo                             | Alfredo Peri          |
| Parma              | Uniti nell'Ulivo                             | Roberto Garbi         |
| Parma              | Forza Italia                                 | Luigi Villani         |
| Parma              | Lega Nord                                    | Roberto Corradi       |
| Parma              | Partito della Rifondazione Comunista         | Renato Del Chiappo    |
| Piacenza           | Uniti nell'Ulivo                             | Nino Beretta          |
| Piacenza           | Forza Italia                                 | Luigi Francesconi     |
| Piacenza           | Lega Nord                                    | Maurizio Parma        |
| Ravenna            | Uniti nell'Ulivo                             | Valdimiro Fiammenghi  |
| Ravenna            | Uniti nell'Ulivo                             | Mario Mazzotti        |
| Reggio Emilia      | Uniti nell'Ulivo                             | Gian Luca Rivi        |
| Reggio Emilia      | Uniti nell'Ulivo                             | Lino Zanichelli       |
| Reggio Emilia      | Uniti nell'Ulivo                             | Marco Barbieri        |
| Reggio Emilia      | Forza Italia                                 | Fabio Filippi         |
| Rimini             | Uniti nell'Ulivo                             | Massimo Pironi        |
| Rimini             | Uniti nell'Ulivo                             | Roberto Piva          |
| Rimini             | Forza Italia                                 | Marco Lombardi        |
| Rimini             | Alleanza Nazionale                           | Gioenzo Renzi         |